# Damion Baugh
Damion Baugh, född 3 augusti 2000 i Nashville i Tennessee, är en amerikansk professionell basketspelare (SG) som spelar för Charlotte Hornets i National Basketball Association (NBA).
Han blev aldrig NBA-draftad.
Innan Baugh blev proffs studerade han först på University of Memphis och spelade för deras idrottsförening Memphis Tigers. Baugh blev senare överförd till Texas Christian University för spel i TCU Horned Frogs.